# Youmngue
Youmngue est un village de la Région du Littoral du Cameroun, situé dans la commune de Ndom. 

## Population et développement
En 1967, la population de Youmngue était de 86 habitants, essentiellement des Babimbi du peuple Bassa. La population de Youmngue était de 3 habitants dont 2 hommes et 1 femme, lors du recensement de 2005.  